# Xin Zhui
Xin Zhui (c. 217 a.C. - 169 a.C.), também conhecida como Lady Dai ou Marquesa de Dai, foi uma nobre chinesa, membro da realeza.
Xin Zhui era esposa de Li Cang (利蒼), o Marquês de Dai e Chanceler do Reino de Changsha, durante a dinastia Han Ocidental da China antiga. Ela é notável por seu túmulo e restos excepcionalmente bem preservados descobertos em 1968, ao lado de centenas de artefatos e documentos valiosos, dentro de uma colina conhecida como Mawangdui, em Changsha, Hunan, China. Seu corpo e pertences estão atualmente sob os cuidados do Museu Hunan, que tem permitido exposições internacionais ocasionais.

## Vida e morte
Xin Zhui viveu um estilo de vida extravagante para sua época. Ela gostava de ter seus próprios músicos para entretenimento, que ela tocaria para festas e também para diversão pessoal. Ela pode ter gostado de tocar música também, especialmente o qin, que era tradicionalmente associado ao refinamento e ao intelecto.[Note 1] Como nobre, Xin Zhui também tinha acesso a uma variedade de alimentos imperiais, incluindo vários tipos de carne, que eram reservados para a família real e membros da classe dominante. A maior parte de suas roupas era feita de seda e outros tecidos valiosos, e ela possuía uma variedade de cosméticos.
À medida que envelhecia, Xin Zhui sofreu de uma série de doenças que acabariam por levá-la à morte. Junto com uma série de parasitas internos, ela também teve trombose coronariana e arteriosclerose, provavelmente relacionadas ao ganho excessivo de peso devido a um estilo de vida sedentário. Um disco espinhal fundido provavelmente causou sua dor imensa, o que contribuiu para uma diminuição na atividade física. Ela também sofria de cálculos biliares, um dos quais se alojou em seu ducto biliar e piorou ainda mais sua condição.
Um total de 138 sementes de melão foram encontradas em seu estômago, intestinos e esôfago. Infere-se que ela morreu no verão, quando as frutas e os melões amadurecem. A presença de sementes de melão em seu estômago também indica que ela morreu duas a três horas após comer a fruta.
Xin Zhui morreu por volta dos 50 anos em 168 a.C., de ataque cardíaco. Ela foi enterrada em uma imensa tumba em Mawangdui em Changsha, com mais de 1.000 itens que vão desde recipientes de bebida e comida a roupas de seda e tapeçarias, a estatuetas de músicos e enlutados.

## Descoberta

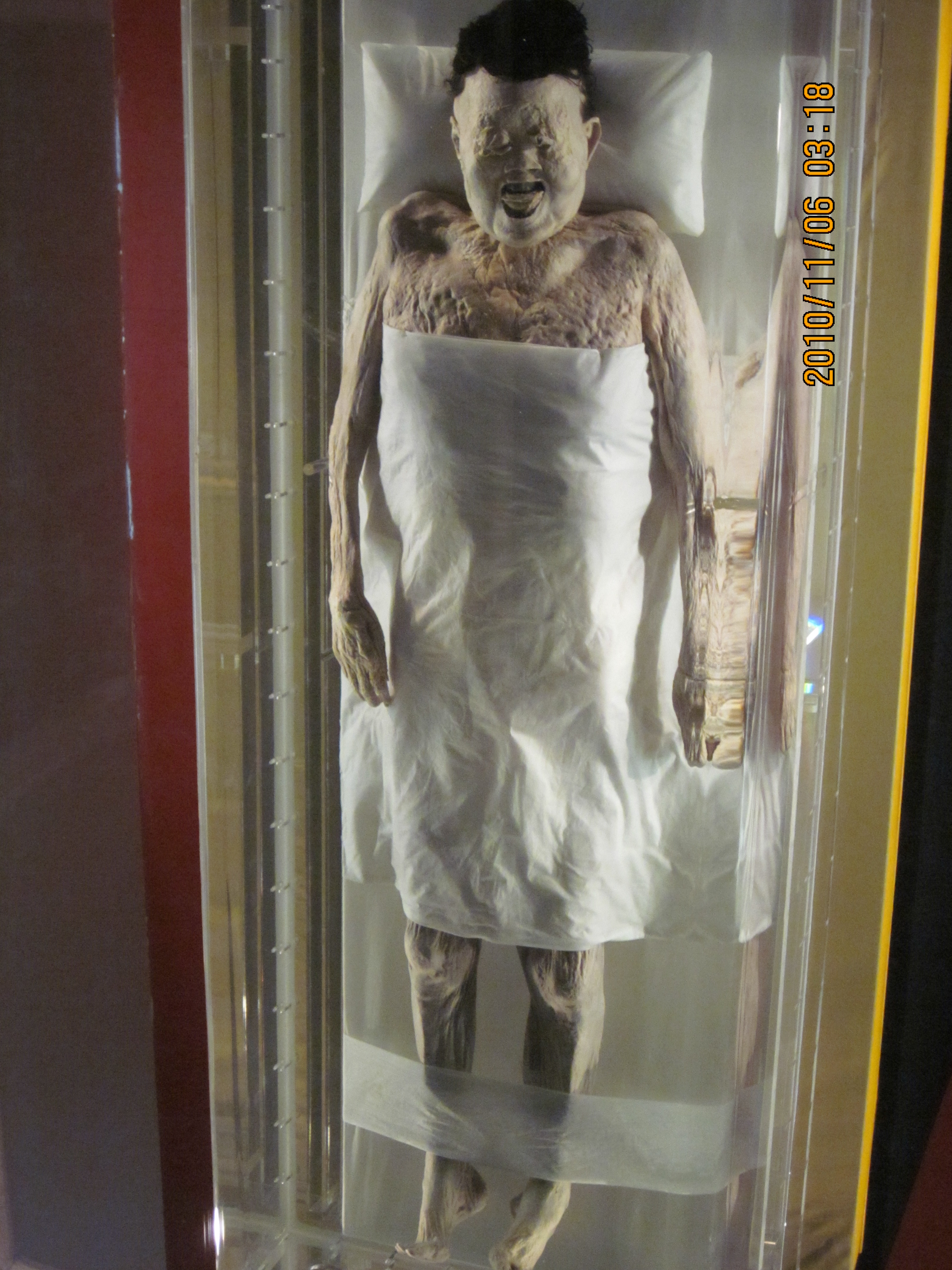
O corpo preservado de Xin Zhui.

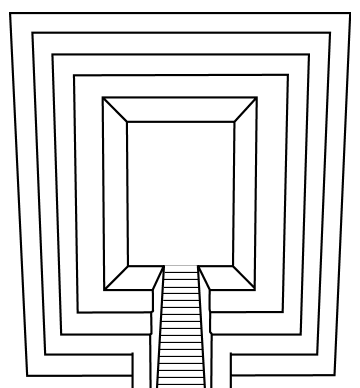
Diagrama da tumba no. 1, onde o corpo de Xin Zhui foi encontrado

Em 1968, trabalhadores que cavavam um abrigo antiaéreo para um hospital perto de Changsha desenterraram a tumba de Xin Zhui, bem como as tumbas de seu marido e de um jovem que costuma ser considerado seu filho. Com a ajuda de mais de 1.500 alunos do ensino médio local, os arqueólogos começaram uma grande escavação no local em janeiro de 1972. O corpo de Xin Zhui foi encontrado dentro de quatro construções retangulares de pinho colocadas uma dentro da outra, enterradas sob camadas de carvão e argila branca. O cadáver estava envolto em vinte camadas de roupas amarradas com fitas de seda.
No túmulo de Xin Zhui, quatro caixões de tamanhos decrescentes cercaram um ao outro. O primeiro e mais externo caixão é pintado de preto, a cor da morte e do mundo subterrâneo. Todas as imagens pintadas lacradas dentro deste caixão foram, portanto, projetadas não para um observador externo, mas para o falecido e dizem respeito aos temas de morte e renascimento, proteção na vida após a morte e imortalidade. O segundo caixão tem um fundo preto, mas é pintado com um padrão de nuvens estilizadas e com divindades protetoras e animais auspiciosos vagando por um universo vazio. Uma figura minúscula, a mulher falecida, está emergindo na parte central inferior da cabeça. Apenas a parte superior de seu corpo é mostrada, pois ela está prestes a entrar neste mundo misterioso. O terceiro caixão exibe um esquema de cores e iconografia diferentes. É um vermelho brilhante, a cor da imortalidade, e os motivos decorativos incluem animais divinos e um imortal alado flanqueando o Monte Kunlun de três picos, que é o principal símbolo da felicidade eterna. Dentro dessa tumba, no topo do quarto e mais interno caixão, os escavadores encontraram uma faixa de seda pintada com cerca de dois metros de comprimento.
Penas amarelas e pretas estão presas na capa do caixão. Naquela época, as pessoas acreditavam que, para voar até os céus e se tornar imortal, é preciso passar por uma fase de "penas", que é o crescimento de penas no corpo. Muitos textos  durante e antes dessa época mencionam a conexão entre o crescimento de penas e se tornar um ser celestial. Um ser celestial é até referido como uma "pessoa com penas" em alguns textos. Um ser celestial nos retratos de pedra de Nanyang Han também tem penas por todo o corpo. As penas presas ao caixão expressavam a esperança de que Xin Zhui crescesse penas no corpo e entrasse nos céus para se tornar imortal.
O corpo de Xin Zhui estava notavelmente bem preservado em um fluido desconhecido dentro do caixão. Sua pele era macia e úmida, com músculos que ainda permitiam que seus braços e pernas se flexionassem nas articulações. Todos os seus órgãos e vasos sanguíneos também estavam intactos, com pequenas quantidades de sangue Tipo A sendo encontradas em suas veias. Havia cabelo em sua cabeça, com uma peruca presa com um grampo de cabelo na parte de trás de sua cabeça. Havia pele em seu rosto e seus cílios e pelos do nariz ainda existem. A membrana timpânica da orelha esquerda estava intacta e as impressões digitais das mãos e dos pés eram distintas. Esta preservação permitiu aos médicos do Instituto Médico Provincial de Hunan realizar uma autópsia em 14 de dezembro de 1972. Muito do que se sabe sobre o estilo de vida de Xin Zhui deriva desse e de outros exames. O corpo de Xin Zhui estava embebido em um líquido desconhecido que era levemente ácido com um pouco de magnésio.  Mais de 1.000 artefatos preciosos foram encontrados com o corpo de Xin Zhui, e também remédios para dor de cabeça, paralisia e asma.
Na Dinastia Han Ocidental, enterros elaborados e luxuosos eram uma prática comum. Um dos motivos era a noção de imperecibilidade da alma: acreditava-se que outro mundo existia para os mortos, e eles precisavam de comida e acomodação como os vivos. Portanto, a consagração pelos mortos deve ser a mesma que foi fornecida para os vivos, e todas as necessidades da vida devem ser trazidas à sepultura para uso na vida após a morte. A outra era a ênfase na piedade filial durante aquele tempo. Na Dinastia Han, a piedade filial tornou-se uma abordagem importante para se tornar um oficial, e enterros elaborados e luxuosos são uma forma significativa de demonstrar piedade filial aos pais falecidos. Essas foram algumas das principais razões pelas quais havia tantos artefatos preciosos na tumba de Xin Zhui.

## Significado

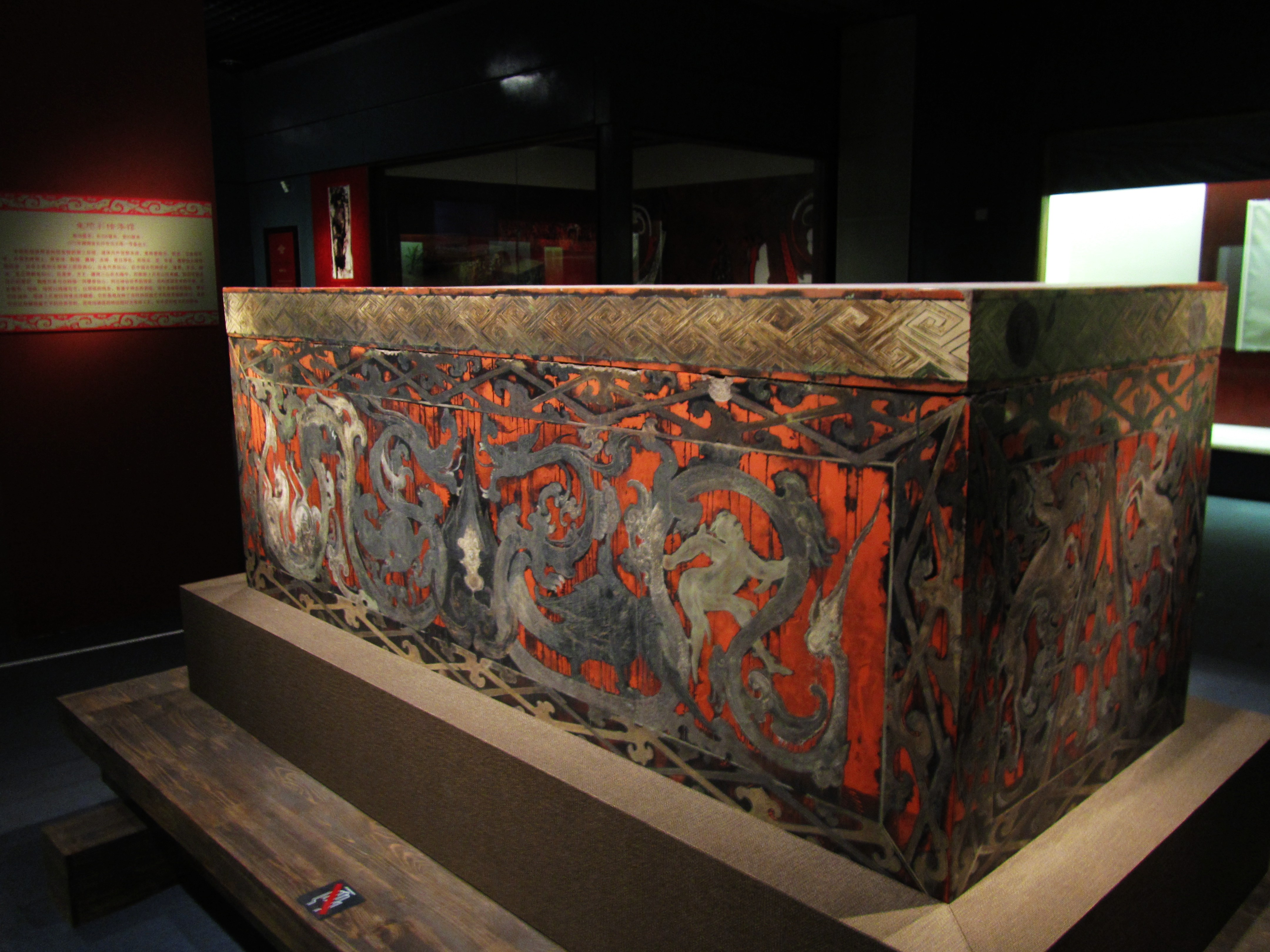
O caixão laqueado da senhora Xin Zhui. Do túmulo nº 1 em Mawangdui, século II a.C.

O corpo e a tumba de Xin Zhui são considerados uma das descobertas arqueológicas mais importantes do século XX. Além de ter alguns dos restos mortais mais bem preservados já descobertos na China, o conteúdo da tumba de Xin Zhui revelou muitas informações sobre a vida na dinastia Han que antes eram desconhecidas. A descoberta continua a avançar nos campos da arqueologia e da ciência no século XXI, principalmente na área de preservação de vestígios humanos antigos. Cientistas desenvolveram em 2003 um "composto secreto" que foi injetado nos vasos sanguíneos ainda existentes de Xin Zhui para garantir sua preservação. A pesquisa no Museu Hunan continua em um esforço para aperfeiçoar a preservação de cadáveres, usando Xin Zhui como o principal candidato para tais procedimentos.